# Листорезна хлебарка
Листорезните хлебарки (Attaphila fungicola) са вид насекоми от семейство Дървесни хлебарки (Blattellidae).
Таксонът е описан за пръв път от Уилям Мортън Уилър през 1900 година.